# Ковалевський Анатолій Михайлович
Анатолій Михайлович Ковалевський (23 квітня 1936, місто Київ — 16 жовтня 2016, місто Керікері, Нова Зеландія) — український радянський партійний і профспілковий діяч, 1-й секретар Ленінградського районного комітету КПУ міста Києва, голова Української республіканської ради професійних спілок. Кандидат у члени ЦК КПУ в лютому 1976 — червні 1990 року. Член ЦК КПУ в червні 1990 — серпні 1991 року.

## Біографія
Освіта вища. Закінчив Київський політехнічний інститут. 
Член КПРС з 1963 року.  
На 1968—1971 роки — секретар партійного комітету заводу «Точелектроприлад» міста Києва. 
У квітні 1973—1976 роках — 1-й секретар Ленінградського районного комітету КПУ міста Києва. 
У 1976—1986 роках — в апараті ЦК КПУ: інспектор ЦК КПУ
У квітні 1986 — березні 1990 року — секретар Української республіканської ради професійних спілок.
27 березня 1990 — лютому 1992 року — голова Української республіканської ради професійних спілок (з жовтня 1990 року — Федерації незалежних профспілок України). 
Потім — на пенсії в місті Києві. У 1998 році іммігрував до Нової Зеландії до доньки Вікторії Ковалевської.[джерело?]